# Der Todesking
Der Todesking è un film a episodi del 1990 diretto da Jörg Buttgereit. I sette episodi esplorano il tema del suicidio e della morte violenta con uno stile sperimentale. Ogni episodio è intitolato col nome di un giorno della settimana.

## Trama

### Introduzione
Una bambina scrive le parole "Der Todesking" su un foglio bianco, e sotto comincia a disegnare uno scheletro stilizzato.

### Episodi
- Lunedì: Un uomo vive da solo in un piccolo appartamento. Si licenzia telefonicamente, poi scrive una serie di lettere che imbusta e affranca. Si prepara un pasto, poi un bagno. Entra in vasca e ingurgita una grande quantità di pillole. Muore poco dopo.
- Martedì: Un uomo esce di casa e recupera una lettera dalla sua cassetta della posta. Si reca in un videonoleggio dove affitta il VHS di un film nazisploitation dal titolo Vera - Todesengel der Gestapo. Apre la lettera e la legge al noleggiatore: sono le ultime parole di un suicida. L'uomo rientra a casa e guarda il film. Subito dopo che la TV ha mostrato un'esplicita scena di evirazione, entra in casa una donna che comincia a inveire contro l'uomo. L'uomo estrae una pistola e uccide la donna centrandola in testa. Poi appende una cornice al muro intorno alla macchia di sangue lasciata dalla testa della morta. Scopriamo che l'intera storia è a sua volta un film che sta passando alla televisione di un altro appartamento, il cui occupante si è appena impiccato.
- Mercoledì: Una donna cammina per la città proteggendosi dalla pioggia con un ombrello. Lascia cadere una lettera in una pozzanghera. Si siede su una panchina accanto a un uomo fradicio e disperato. L'uomo le racconta della sua disastrosa relazione con la moglie, finita con l'omicidio di lei da parte di lui. La donna estrae una pistola e la punta contro l'uomo, che però gliela toglie di mano e se la infila in bocca, sparandosi.
- Giovedì: Sulle immagini di un ponte di un'autostrada tedesca vengono sovrapposti i nomi di persone che si sono suicidati gettandosi di sotto.
- Venerdì: Una donna spia una coppia di giovani vicini felici. Esce di casa e trova una lettera che vuol spingere il lettore a suicidarsi. La donna la ignora, rientra a casa e si addormenta, sognando di essere bambina e di sorprendere i suoi genitori che fanno l'amore. Scopriamo che i due giovani vicini giacciono nel loro letto, morti.
- Sabato: Una donna si reca a un concerto rock, dove uccide alcuni musicisti e spettatori riprendendo tutto con una macchina da presa, finché non viene uccisa a sua volta.
- Domenica: Un uomo si sveglia nel suo appartamento e comincia a piangere disperatamente. Si mette a dare testate contro il muro fino alla morte.

### Intermezzo
All'interno degli episodi compaiono senza soluzione di continuità le immagini di un cadavere in progressiva decomposizione.

### Finale
La bambina termina il disegno, aggiungendo una corona sulla testa dello scheletro. Si rivolge poi alla macchina da presa e spiega: "Questo è il Re della Morte (Der Todesking), che fa desiderare alle persone la morte".